# Kroatië op het Eurovisiesongfestival 2009
Kroatië nam deel aan het Eurovisiesongfestival 2009 in Moskou, Rusland. Het was de 17de deelname van het land op het Eurovisiesongfestival. De selectie verliep via het jaarlijkse Dora. HRT was verantwoordelijk voor de Kroatische bijdrage voor de editie van 2009.

## Selectieprocedure
Net zoals de vorige jaren koos men er deze keer voor 1 nationale finale en 1 halve finale te organiseren.
De finale vond plaats op 23 februari 2008 en werd gehouden in Opatija.
De winnaar werd gekozen door jury en televoting.

### Halve finale
| Volgorde | Artiest                         | Lied                       | Televoting | Plaats |
| -------- | ------------------------------- | -------------------------- | ---------- | ------ |
| 1        | Sandra Bagarić                  | "Kao jedno"                | 560        | 12     |
| 2        | Maja Vučić                      | "Tebe imam ja"             | 489        | 13     |
| 3        | Ricardo Luque & Maja Vasilj     | "Ljubav ima njeno lice"    | 616        | 10     |
| 4        | Alen Vitasović & Lela Kaplowitz | "Tamo gdje ljubav počinje" | 648        | 9      |
| 5        | Sane                            | "Dečko"                    | 837        | 8      |
| 6        | Tomislav Bralić & Klapa Intrade | "Ne damo te pismo naša"    | 3957       | 1      |
| 7        | Dražen Žanko                    | "Samo ti"                  | 1202       | 5      |
| 8        | Marta Kuliš                     | "Makni se"                 | 432        | 14     |
| 9        | Jelena Radan                    | "Voljet ću te sutra"       | 573        | 11     |
| 10       | Mario Battifiaca                | "Ma gdje bila"             | 2380       | 3      |
| 11       | Čager Zoc & Papak Dance Company | "Ritam da se ritam"        | 1116       | 6      |
| 12       | Marko Tolja                     | "Stranci"                  | 855        | 7      |
| 13       | Ivo Gamulin Gianni              | "Daj mi jedan razlog"      | 2488       | 2      |
| 14       | Feminnem                        | "Poljupci u boji"          | 1941       | 4      |

### Finale
| Volgorde | Artiest                           | Lied                    | Punten | Punten     | Punten | Plaats |
| Volgorde | Artiest                           | Lied                    | Jury   | Televoting | Totaal | Plaats |
| -------- | --------------------------------- | ----------------------- | ------ | ---------- | ------ | ------ |
| 1        | Ana Bebić                         | "Mrzim spore stvari"    | 2      | 11         | 13     | 11     |
| 2        | Hari Rončević & Kvartet Bravo     | "Još uvik"              | 7      | 1          | 8      | 14     |
| 3        | Ruswaj                            | "Što će mi ljubav"      | 3      | 4          | 7      | 15     |
| 4        | Mijo Lešina                       | "To nisam ja"           | 12     | 2          | 14     | 10     |
| 5        | Dražen Žanko                      | "Samo ti"               | 10     | 7          | 17     | 8      |
| 6        | Franka Batelić                    | "Pjesma za kraj"        | 4      | 14         | 18     | 7      |
| 7        | Mario Battifiaca                  | "Ma gdje bila"          | 7      | 10         | 17     | 8      |
| 8        | VIVA                              | "Opet"                  | 1      | 6          | 7      | 15     |
| 9        | Ivo Gamulin Gianni                | "Daj mi jedan razlog"   | 14     | 13         | 27     | 4      |
| 10       | Feminnem                          | "Poljupci u boji"       | 16     | 12         | 28     | 3      |
| 11       | Denis Dumančić                    | "Srce moram seliti"     | 5      | 5          | 10     | 13     |
| 12       | Danijela Pintarić                 | "Zlatna rijeka"         | 10     | 3          | 13     | 11     |
| 13       | Čager Zoc & Papak Dance Company   | "Ritam da se ritam"     | 10     | 9          | 19     | 5      |
| 14       | Tomislav Bralić & Klapa Intrade   | "Ne damo te pismo naša" | 13     | 16         | 29     | 2      |
| 15       | Igor Cukrov feat. Andrea Šušnjara | "Lijepa Tena"           | 15     | 15         | 30     | 1      |
| 16       | Aria                              | "Istina je"             | 11     | 8          | 19     | 5      |

## In Belgrado
In de tweede halve finale moest men aantreden als 1ste, net voor Ierland. Op het einde van de avond bleken ze op een 13de plaats te zijn geëindigd met 33 punten, wat normaal niet genoeg is voor de finale. Echter koos de jury's de 10de finalist en koos men voor Kroatië.
Men ontving 1 keer het maximum van de punten.
België zat in de andere halve finale en Nederland had geen punten over voor deze inzending.
In de finale moest Kroatië optreden als 5de, net na Zweden en voor Portugal. Op het einde van de puntentelling bleek de groep op een 18de plaats te zijn geëindigd met 45 punten.
Men ontving 1 keer het maximum van de punten.
België en Nederland hadden geen punten over voor deze inzending.

### Gekregen punten

#### Halve Finale 2
| 12 punten | 10 punten  | 8 punten             | 7 punten | 6 punten                         |
| --------- | ---------- | -------------------- | -------- | -------------------------------- |
| - Servië  | - Slovenië |                      |          |                                  |
| 5 punten  | 4 punten   | 3 punten             | 2 punten | 1 punt                           |
|           |            | - Moldavië - Rusland | - Cyprus | - Albanië - Hongarije - Oekraïne |

#### Finale
| 12 punten                 | 10 punten         | 8 punten     | 7 punten                 | 6 punten   |
| ------------------------- | ----------------- | ------------ | ------------------------ | ---------- |
| - - Bosnië en Herzegovina |                   | - Montenegro |                          | - Slovenië |
| 5 punten                  | 4 punten          | 3 punten     | 2 punten                 | 1 punt     |
| - Azerbeidzjan - Servië   | - Noord-Macedonië |              | - Griekenland - Moldavië | - IJsland  |

| Jury punten finale | Jury punten finale | Jury punten finale                     | Jury punten finale                       | Jury punten finale |
| 12 punten          | 10 punten          | 8 punten                               | 7 punten                                 | 6 punten           |
| ------------------ | ------------------ | -------------------------------------- | ---------------------------------------- | ------------------ |
|                    |                    | - Azerbeidzjan - Bosnië en Herzegovina | - Griekenland - Montenegro               |                    |
| 5 punten           | 4 punten           | 3 punten                               | 2 punten                                 | 1 punt             |
| - IJsland          | - Albanië          | - Israël - Noord-Macedonië - Moldavië  | - Bulgarije - Malta - Oekraïne - Turkije | - Letland - Servië |

| Televoting punten finale | Televoting punten finale | Televoting punten finale | Televoting punten finale   | Televoting punten finale |
| 12 punten                | 10 punten                | 8 punten                 | 7 punten                   | 6 punten                 |
| ------------------------ | ------------------------ | ------------------------ | -------------------------- | ------------------------ |
| - Bosnië en Herzegovina  | - Montenegro             | - Slovenië               | - Noord-Macedonië - Servië |                          |
| 5 punten                 | 4 punten                 | 3 punten                 | 2 punten                   | 1 punt                   |
| - Noorwegen              | - Zwitserland            |                          |                            | - Armenië - Moldavië     |

### Punten gegeven door Kroatië

#### Halve Finale 2
Punten gegeven in de halve finale:
| 12 punten | Servië       |
| 10 punten | Albanië      |
| 8 punten  | Noorwegen    |
| 7 punten  | Slovenië     |
| 6 punten  | Azerbeidzjan |
| 5 punten  | Moldavië     |
| 4 punten  | Estland      |
| 3 punten  | Griekenland  |
| 2 punten  | Denemarken   |
| 1 punt    | Ierland      |

#### Finale
Punten gegeven in de finale:
| 12 punten | Bosnië en Herzegovina |
| 10 punten | Azerbeidzjan          |
| 8 punten  | Noorwegen             |
| 7 punten  | Griekenland           |
| 6 punten  | Estland               |
| 5 punten  | Albanië               |
| 4 punten  | Verenigd Koninkrijk   |
| 3 punten  | Moldavië              |
| 2 punten  | IJsland               |
| 1 punt    | Turkije               |

| 12 punten | Bosnië en Herzegovina |
| 10 punten | Azerbeidzjan          |
| 8 punten  | Griekenland           |
| 7 punten  | Verenigd Koninkrijk   |
| 6 punten  | Noorwegen             |
| 5 punten  | Estland               |
| 4 punten  | Moldavië              |
| 3 punten  | Turkije               |
| 2 punten  | Frankrijk             |
| 1 punt    | Malta                 |

| 12 punten | Bosnië en Herzegovina |
| 10 punten | Noorwegen             |
| 8 punten  | Albanië               |
| 7 punten  | Azerbeidzjan          |
| 6 punten  | IJsland               |
| 5 punten  | Griekenland           |
| 4 punten  | Estland               |
| 3 punten  | Moldavië              |
| 2 punten  | Turkije               |
| 1 punt    | Verenigd Koninkrijk   |